# Sydney 2000 (trò chơi điện tử)
Sydney 2000 là tựa game chính thức của Thế vận hội Mùa hè XXVII, diễn ra tại Sydney, Úc năm 2000. Game do hãng Attention to Detail phát triển và Eidos phát hành cho hệ máy Sony PlayStation, PC (Microsoft Windows) và Sega Dreamcast. Bản chuyển thể dành cho Nintendo 64 và Game Boy Color đã được lên kế hoạch phát hành cùng với bản PlayStation nhưng sau đó đã bị hủy bỏ. Với tổng số 32 quốc gia và 12 môn thi đấu, trò chơi là phần nối tiếp của tựa game Olympic Summer Games: Atlanta '96. Nhờ vào doanh thu tốt và không kể hầu hết những lời đánh giá khác nhau từ giới phê bình, trò chơi đã đoạt giải BAFTA dành cho tựa Game thể thao của năm.

## Môn thi đấu
- Chạy nước rút 100 m
- Chạy vượt rào 110 m
- Phóng lao (F)
- Ném búa
- Nhảy tam cấp
- Nhảy cao (F)
- Bắn súng
- Cử tạ hạng cân nặng
- Bơi tự do 100 m (F)
- Nhảy cầu biểu diễn 10 m (F)
- Xe đạp lòng chảo
- Đua thuyền vượt thác Kayak K1 Slalom

## Quốc gia tham dự
Tổng cộng có tới 32 quốc gia tham dự trong game gồm những nước sau đây:

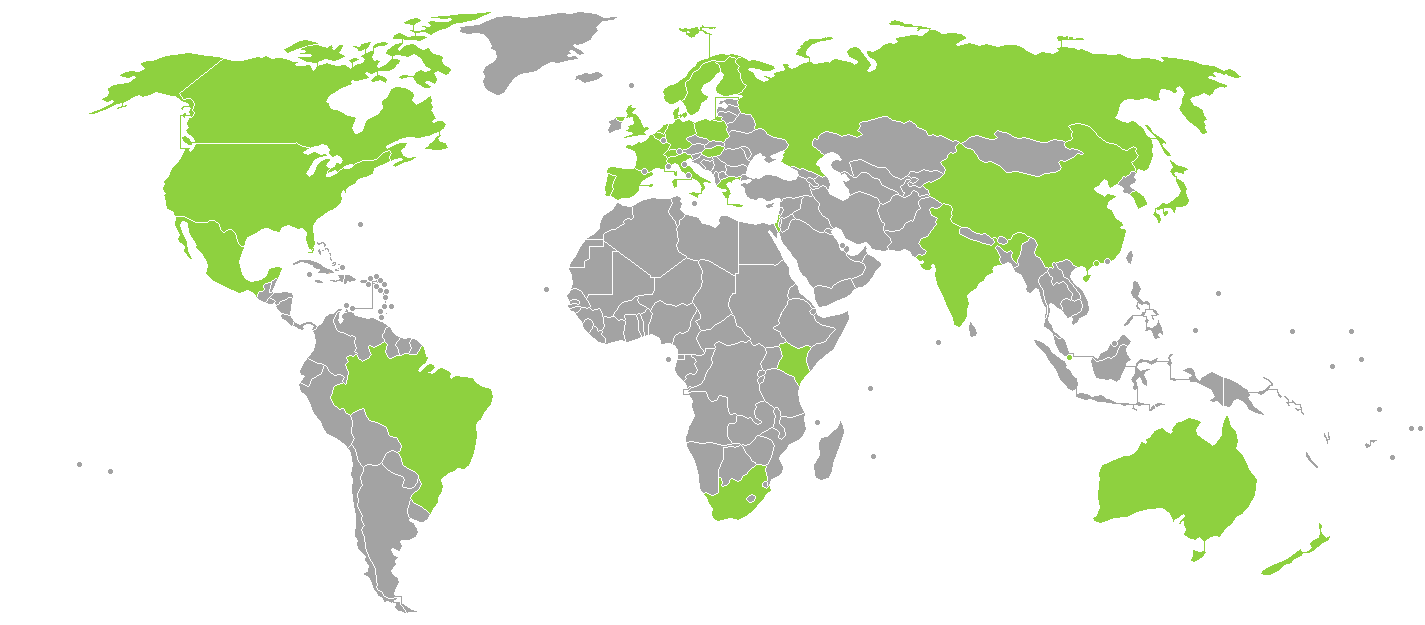
Các quốc gia có mặt trong game

| - Úc - Bỉ - Brasil - Canada - Trung Quốc - Đan Mạch - Phần Lan - Pháp | - Đại Anh - Đức - Hy Lạp - Hungary - Ấn Độ - Israel - Ý - Nhật Bản | - Kenya - Hàn Quốc - México - Hà Lan - Na Uy - New Zealand - Ba Lan - Bồ Đào Nha | - Nga - Nam Phi - Singapore - Tây Ban Nha - Thụy Sĩ - Thụy Điển - Trung Hoa Đài Bắc - Hoa Kỳ |

## Lối chơi
Sydney 2000 có tất cả 12 môn thi đấu truyền thống như: cử tạ, nhảy cao, nhảy xa, đua xe đạp, bơi lội, bắn súng, ném tạ, chạy 100m, chạy rào, đua thuyền... Các cuộc tranh tài trong trò chơi đều diễn ra theo đúng thể thức thi đấu thực tế vì đây là tựa game chính thức của Thế vận hội. Game có hai chế độ: Arcade, Olympic và Head to head. Muốn tham dự Thế vận hội, người chơi phải là một vận động viên đủ năng lực và phẩm chất. Để đạt được điều này thì phải ra sức rèn luyện. Có một số bài tập dành riêng cho người chơi, và tùy theo môn thi đấu mà các bài tập sẽ khác nhau. Điều đáng nói trong trò chơi này là cách điều khiển. Game chỉ sử dụng có 3 phím nên người chơi sẽ phải nhấn phím liên tục cho đến khi mỏi nhừ cả tay là điều không thể tránh khỏi. Ở chế độ mặc định, người chơi chỉ có thể theo dõi các sự kiện xảy ra cho riêng mình, nếu muốn biết nhiều hơn về những gì xảy ra xung quanh thì người chơi phải thay đổi thiết lập tùy chọn.

## Đón nhận
Sydney 2000 đã nhận được đánh giá trái chiều từ giới phê bình. Các website tổng hợp kết quả đánh giá GameRankings và Metacritic đều chấm cho bản PlayStation số điểm là 60.28% và 57/100, bản PC số điểm là 59.30% và 51/100 và bản Dreamcast số điểm là 54.31% và 53/100.